# Black Adam (phim)
Black Adam là một bộ phim điện ảnh siêu anh hùng của Hoa Kỳ ra mắt năm 2022, dựa trên nhân vật cùng tên của DC Comics. Được sản xuất bởi New Line Cinema, DC Films, Seven Bucks Productions và Flynn Picture, đây là phần phim ngoại truyện của Shazam! (2019), và là phim thứ 11 trong Vũ trụ Mở rộng DC (DCEU). Được đạo diễn bởi Jaume Collet-Serra và được viết kịch bản bởi Adam Sztykiel, Rory Haines và Sohrab Noshirvani, bộ phim có sự tham gia của Dwayne Johnson trong vai nhân vật chính cùng với Aldis Hodge, Noah Centineo, Sarah Shahi, Marwan Kenzari, Quintessa Swindell, Bodhi Sabongui và Pierce Brosnan.
Johnson đã gắn bó với Shazam! trong giai đoạn đầu phát triển và xác nhận sẽ khắc họa nhân vật phản diện Black Adam vào tháng 9 năm 2014, nhưng các nhà sản xuất sau đó đã quyết định cho nhân vật này làm phim riêng. Sztykiel được thuê vào tháng 10 năm 2017. Collet-Serra tham gia vào tháng 6 năm 2019 cho ngày phát hành dự kiến là tháng 12 năm 2021, nhưng mốc thời gian này đã bị trì hoãn bởi đại dịch COVID-19. Quá trình tuyển diễn viên bổ sung diễn ra trong năm tới, bao gồm cả các thành viên của Hiệp hội Công lý Hoa Kỳ (JSA), và kịch bản được viết lại bởi Haines và Noshirvani. Quá trình quay phim diễn ra từ tháng 4 đến tháng 8 năm 2021 tại Trilith Studios ở Atlanta, Georgia, và cả ở Los Angeles.
Black Adam đã có buổi ra mắt đầu tiên trên thế giới tại Thành phố Mexico vào ngày 3 tháng 10 năm 2022, và dự kiến phát hành tại Hoa Kỳ vào ngày 21 tháng 10 năm 2022 bởi Warner Bros. Pictures. Phim sẽ phát hành tại một số quốc gia vào ngày 20 tháng 10, sớm hơn một ngày so với ngày công chiếu ở Hoa Kỳ.

## Nội dung
Vào năm 2600 trước Công Nguyên, vị vua chuyên chế của Kahndaq, Ahk-Ton, đã tạo ra Vương miện của Sabbac, thứ có thể mang lại sức mạnh to lớn cho chủ nhân. Sau khi cố gắng tổ chức một cuộc nổi dậy, một cậu bé nô lệ được ban tặng sức mạnh của Shazam, cậu biến thành nhà vô địch anh hùng của Kahndaq, cậu giết Ahk-Ton và kết thúc triều đại của hắn.
Ở thời hiện đại, Kahndaq bị cai trị bởi Intergang. Nhà khảo cổ Adrianna Tomaz cố gắng xác định vị trí Vương miện của Sabbac với sự giúp đỡ của anh trai cô là Karim và các đồng nghiệp, Samir và Ishmael Gregor. Khi Adrianna lấy được vương miện, họ bị bao vây bởi Intergang. Adrianna đọc một câu thần chú đánh thức Teth-Adam, người mà cô tin là nhà vô địch của Kahndaq, từ lăng mộ của anh. Adam sau đó đã giết hầu hết đội quân Intergang.
Quan chức chính phủ Amanda Waller biết về vụ việc và liên hệ với Carter Hall / Hawkman và Justice Society of America (Hiệp hội Công lý Hoa Kỳ) (bao gồm Kent Nelson / Doctor Fate, Maxine Hunkel / Cyclone và Albert "Al" Rothstein / Atom Smasher) để hỗ trợ việc bắt giữ Adam. JSA đến kịp thời ngăn chặn Adam gây ra thêm thiệt hại cho thành phố và đội quân Intergang. JSA giải thích với Adrianna rằng Adam không phải là một vị cứu tinh, mà là một kẻ điên loạn bị giam cầm.
Ishmael, được tiết lộ là thủ lĩnh của Intergang, bắt được cậu con trai thiếu niên của Adrianna là Amon, kẻ đã đánh cắp chiếc vương miện. Adam, Adrianna và JSA định sử dụng vương miện để đổi lấy Amon. Họ đến gặp Ishmael, người tiết lộ rằng hắn là hậu duệ cuối cùng của Vua Ahk-Ton và muốn có vị trí xứng đáng trên ngai vàng, yêu cầu chiếc vương miện mà Adrianna đang giữ. Ishmael lật lọng và bắn Amon, và Adam, trong lúc cố gắng cứu Amon, trở nên mất kiểm soát và phá hủy cả khu vực bằng sức mạnh của mình, giết chết Ishmael.
Mặc cảm tội lỗi, Adam rời đi. Anh tiết lộ với Hawkman rằng truyền thuyết về siêu anh hùng của Kahndaq cổ xưa đã được kể không chính xác. Anh không phải là nhà vô địch, mà là cha của nhà vô địch. Biết rằng Hurut, con trai của Adam, là người bất khả chiến bại, quân lính của Ahk-Ton nhận được lệnh giết gia đình Hurut, bao gồm cả Adam và mẹ của Hurut. Khi Hurut thấy Adam trong tình trạng nguy kịch, cậu đã chuyển sức mạnh của Shazam cho cha mình để cứu sống anh và tin rằng cha mình sẽ là người anh hùng mà Kahndaq cần. Quân lính của Ahk-Ton giết Hurut, khiến Adam tức giận tàn sát tất cả quân lính và vô tình phá hủy cả cung điện của tên vua. Cho rằng Adam không xứng đáng với siêu sức mạnh được ban tặng, các pháp sư trong Hội đồng Pháp sư đã chiến đấu với anh đến khi chỉ còn một người sống sót. Người pháp sư tên là Shazam, với sức mạnh còn lại của mình, đã giam cầm Adam trong lăng mộ hàng nghìn năm. Cảm thấy mình không phải là một anh hùng thực sự, Adam đầu hàng JSA, những người đưa anh đến căn cứ Lực lượng Đặc nhiệm X dưới nước của Waller ở Châu Nam Cực. Ngay sau đó, Fate nhìn thấy một điềm báo xấu về một trong những cái chết sắp xảy ra của JSA. Khi cả nhóm quay trở lại Kahndaq, họ nhận ra Ishmael cố tình khiến Adam giết hắn khi hắn đang đội Vương miện của Sabbac để hắn có thể tái sinh thành vật chủ của quỷ Sabbac, và hắn trở về từ địa phủ để đòi lại ngai vàng của mình.
JSA cố gắng ngăn chặn Sabbac, người đã triệu hồi binh đoàn thây ma đến Kahndaq. JSA chuẩn bị đối đầu với Sabbac trong cung điện đổ nát của Ahk-Ton, nhưng Fate tạo ra một bức tường trường lực ma thuật ngăn Hawkman, Cyclone và Atom Smasher bước vào và tiết lộ rằng cái chết của Hawkman có thể tránh được bằng sự hi sinh của chính ông. Sau đó, Fate một mình chiến đấu với Sabbac, đồng thời sử dụng phép thuật để giải thoát cho Adam. Sabbac giết Fate khiến bức tường trường lực biến mất, cho phép những người khác vào chiến đấu. Ngay khi Sabbac chuẩn bị giết JSA, Adam đến và giao chiến với tên ác quỷ, cuối cùng giết được hắn. JSA hòa giải tốt đẹp với Adam, người chấp nhận vai trò mới của mình là người bảo vệ Kahndaq.
Trong cảnh hậu danh đề, một tin nhắn từ Waller cảnh báo Adam không được rời khỏi Kahndaq, trước khi Superman đến và đề nghị hai người họ nên nói chuyện.

## Diễn viên
- Dwayne Johnson trong vai Teth-Adam / Black Adam: Một cựu nô lệ từ Kahndaq, tương tự như siêu anh hùng Shazam, đã ban cho anh ta sức mạnh của các vị thần Ai Cập khác nhau từ thuật sĩ cổ đại cùng tên. Anh sở hữu "sức chịu đựng của Shu, tốc độ của Horus, sức mạnh của Amon, trí tuệ của Zehuti, sức mạnh của Aten, và lòng dũng cảm của Mehen". Benjamin Patterson đóng vai trò là cơ thể képcho Teth-Adam trong những cảnh mà anh ta được mô tả trong hình dạng con người của mình, trong khi khuôn mặt của Johnson được đặt lên nhân vật cho những cảnh này. Nhân vật trước đó đã xuất hiện trong Shazam! (2019) trong một đoạn khách mời ngắn, trong một cảnh thuật sĩ dạy Billy Batson về chủ nhân trước đây của sức mạnh của anh ta. Johnson trước đây đã lồng tiếng cho nhân vật này trong bộ phim hoạt hình không liên quan, DC League of Super-Pets (2022) với vai trò khách mời trong cảnh post-credit.[5][6]
- Aldis Hodge trong vai Carter Hall / Hawkman: Một nhà khảo cổ học là đầu thai của hoàng tử Ai Cập, người đã bắt Black Adam làm nô lệ, và có sức mạnh bay từ đôi cánh kim loại thứ N của anh ta. Ông là lãnh đạo của Hiệp hội Công lý Hoa Kỳ (JSA).
- Noah Centineo trong vai Albert "Al" Rothstein / Atom Smasher: Một thành viên của JSA, người có thể kiểm soát cấu trúc phân tử của mình và điều khiển kích thước và sức mạnh của mình.
- Sarah Shahi trong vai Adrianna Tomaz / Isis: Một giáo sư đại học và chiến binh kháng chiến ở Kahndaq.
- Marwan Kenzari trong vai Ishmael Gregor / Sabbac: Thủ lĩnh chiến binh của tổ chức tội phạm Intergang, người mà Black Adam phải hợp tác với Justice Society để hạ gục.
- Djimon Hounsou trong vai Shazam: Thành viên cuối cùng còn sống của Hội đồng Pháp sư, người đã trao cho Black Adam sức mạnh của mình. Trước đây Hounsou đã đóng vai nhân vật này trong Shazam! (2019) và lồng tiếng cho Vua Ricou của Ngư dân trong Aquaman (2018).
- Quintessa Swindell trong vai Maxine Hunkel / Cyclone: Một thành viên của JSA có thể điều khiển gió và tạo ra âm thanh. Là cháu gái của Abigail "Ma" Hunkel / Red Tornado, cô tìm cách sống theo di sản siêu anh hùng của gia đình mình. Swindell đã nghiên cứu các kỹ thuật khiêu vũ khi thiết kế chuyển động cho nhân vật của họ.
- Bodhi Sabongui trong vai Amon Tomaz: Con trai của Adrianna.
- Pierce Brosnan trong vai Kent Nelson / Doctor Fate: Một thành viên của JSA và là con trai của một nhà khảo cổ học, người đã học được phép thuật và được trao cho chiếc Mũ bảo hiểm Định mệnh thần kỳ. Brosnan mặc một bộ đồ ghi hình chuyển động cho vai diễn.

Ngoài ra, Mohammed Amer miêu tả Karim, anh trai của Adrianna, trong khi James Cusati-Moyer miêu tả Samir, một đồng nghiệp của Adrianna và Karim. Jalon Christian xuất hiện với tư cách là Hurut, con trai của Black Adam, người trở thành nhà vô địch ban đầu của Kahndaq, được coi là thuần túy để sử dụng sức mạnh và tên của Shazam, với hình dạng siêu anh hùng Teth-Adam do Uli Latukefu thể hiện. Một số diễn viên cũng thể hiện lại vai diễn của họ từ các phương tiện truyền thông DCEU trước đó, bao gồm Djimon Hounsou trong vai phù thủy Shazam, Viola Davis trong vai Amanda Waller, Jennifer Holland trong vai Emilia Harcourt, và Henry Cavill trong vai Kal-El / Clark Kent / Superman, người sau đó xuất hiện trong vai khách mời không được ghi danh trong cảnh mid-credit. Henry Winkler xuất hiện trong FaceTime trong vai Al Pratt, chú của Atom Smasher, Atom trước đó đã cho Albert mượn bộ đồ.

### Trích dẫn
1. ↑  Moreau, Jordan (ngày 24 tháng 10 năm 2022). “Box Office: 'Black Adam' Flies to $7.6 Million in Previews”. Variety. Truy cập ngày 21 tháng 10 năm 2022.
2. ↑  McCarthy, Todd (ngày 18 tháng 10 năm 2022). “Film Review: Dwayne Johnson In New Line/DC's 'Black Adam'”. Deadline Hollywood. Truy cập ngày 24 tháng 10 năm 2022.
3. ↑  “Black Adam (2022) - Financial Information”. The Numbers. Nash Information Services, LLC. Truy cập ngày 27 tháng 10 năm 2022.
4. ↑  “Black Adam (2022)”. Box Office Mojo. IMDb. Truy cập ngày 27 tháng 10 năm 2022.
5. ↑  Entertainment Tonight (ngày 12 tháng 10 năm 2022). “Dwayne Johnson just has *this* to say to Henry Cavill after getting Superman to return to the DCEU in #BlackAdam: "Welcome home."”. Entertainment Tonight. Truy cập ngày 12 tháng 10 năm 2022.
6. ↑  Dominguez, Noah (ngày 12 tháng 10 năm 2022). “Dwayne Johnson Appears to Spoil a MASSIVE DCEU Return in Black Adam”. Comic Book Resource. Truy cập ngày 12 tháng 10 năm 2022.